# Perquenco
Perquenco este un târg și comună din provincia Cautín, regiunea La Araucanía, Chile, cu o populație de 6.530 locuitori (2012) și o suprafață de 330,7 km2.